# ふたりの問題
「ふたりの問題」（ふたりのもんだい）は、1975年2月1日にCBS・ソニー（現：ソニー・ミュージックレーベルズ）から発売されたフォーリーブスの26枚目のシングルである。

## 収録曲
1. ふたりの問題
作詞：橋本淳　作曲：鈴木邦彦　編曲：馬飼野康二
2. 早春のメルヘン
作詞：橋本淳　作曲：鈴木邦彦　編曲：森岡賢一郎